# Christina Oertli
Christina Oertli (10 de septiembre de 1974) es una deportista alemana que compitió en lucha libre. Ganó una medalla de bronce en el Campeonato Europeo de Lucha de 2002, en la categoría de 59 kg.

## Palmarés internacional
| Campeonato Europeo | Campeonato Europeo    | Campeonato Europeo | Campeonato Europeo |
| Año                | Lugar                 | Medalla            | Categoría          |
| ------------------ | --------------------- | ------------------ | ------------------ |
| 2002               | Seinäjoki (Finlandia) | Medalla de bronce  | 59 kg              |